# Diocèse de Toul
Le diocèse de Toul (en latin : Diocesis Tullensis) est un ancien diocèse de l'Église catholique en France.

Érigé au IVe siècle, il est l'un des célèbres Trois-Évêchés, diocèses historiques de la Lorraine. Supprimé en 1801, au profit de Nancy il n'a pas été rétabli.

Depuis 1824, les évêques diocésains relèvent le titre d'évêque de Toul, le diocèse est depuis dénommé diocèse de Nancy et de Toul.

## Histoire
Le diocèse de Toul est érigé au IVe siècle. Selon la tradition, le premier évêque de Toul est saint Mansuy (Mansuetus). Au Xe siècle l’évêque de Toul est fait prince-évêque conjointement à ceux de Verdun et de Metz, résultat des privilèges déjà attribués par Charlemagne qui faisaient que l'évêque avait droit à la perception d'un impôt. Il s'approprie ainsi un temporel important autour de la ville qu'il partage en partie avec le chapitre de la cathédrale. Or au XIIIe siècle à la manière des bourgeois de Verdun et de Metz, ceux de Toul se rebellent et obtiennent d'ériger leur cité en ville libre d'Empire jusqu'au règne de Louis XIII. Louis XIV préserve toutefois les antiques franchises de la ville.
Par la bulle Ad universam agri du 19 novembre 1777, le pape Pie VI érige les diocèses de Nancy et de Saint-Dié.
Par la constitution civile du clergé, l'Assemblée nationale constituante supprime le siège épiscopal de Toul.
À la suite du concordat de 1801, par la bulle Qui Christi Domini du 29 novembre 1801, le pape Pie VII supprime le siège épiscopal de Toul.
Le 20 février 1824, les évêques de Nancy sont autorisés à joindre à leur titre celui d'évêque de Toul et le diocèse prend la dénomination officielles de diocèse de Nancy et de Toul.

## Armoiries
| Blason | Blasonnement : De gueules, à trois cailloux d'argent. Commentaires : Les trois cailloux sont une référence au martyre de Saint-Étienne, patron de la cathédrale. |

## Territoire

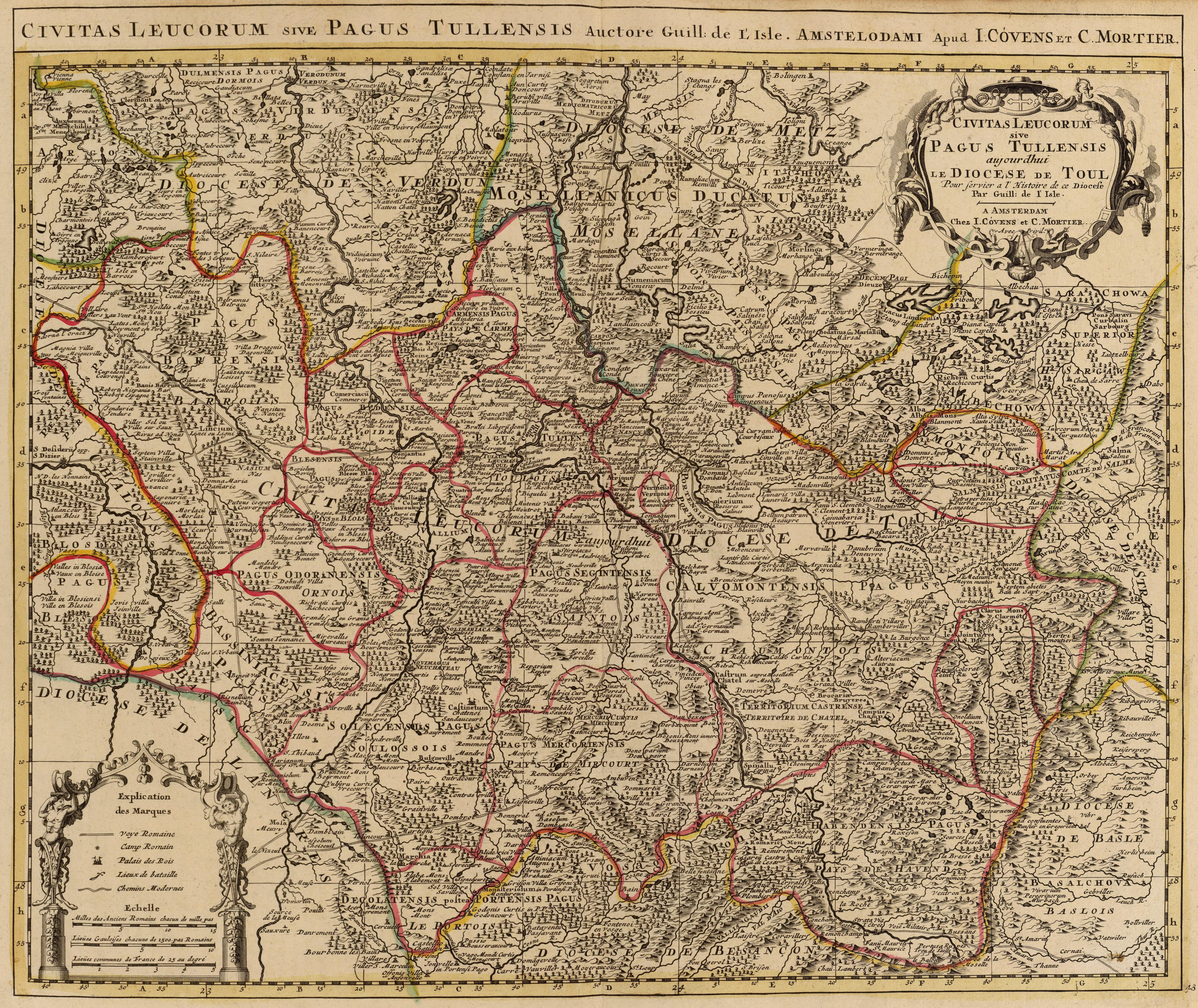
Civitas Leucorum sive Pagus Tullensis, aujourd'hui le diocèse de Toul, pour servir à l'histoire civile et ecclésiastique de ce diocèse composée par le R.P. Benoit, gardien des Capucins de Toul. Par Guill. De l'Isle...

Une hypothèse, notamment évoquée dans une courte notice présentant les archives de la série G des archives départementales de Meurthe-et- Moselle, précise que « le diocèse de Toul épousa les formes de la géographie administrative du Bas-Empire romain et conserva les contours de la civitas Leucorum qui relevait de la métropole de Trêves ».  
Ce contour est illustré dans une carte de 1707, réalisée par Guillaume de L'Isle, ci-après.(Civitas Leucorum Pagus Tullensis, aujourd'hui le diocèse de Toul, pour servir à l'histoire civile et ecclésiastique de ce diocèse). 
Globalement le diocèse s’étendait sur les Vosges, le sud de la Meurthe-et-Moselle et de la Meuse, avec deux enclaves, l’une en Champagne (le doyenné de la Rivière-de-Blaise, rattachée à l’archidiaconé de Reynel), l’autre entre Vic et Marsal (rattachée à l’archidiaconé Port).
Ce diocèse était l’un des plus étendus de l’ancienne Gaule.